# Реобас

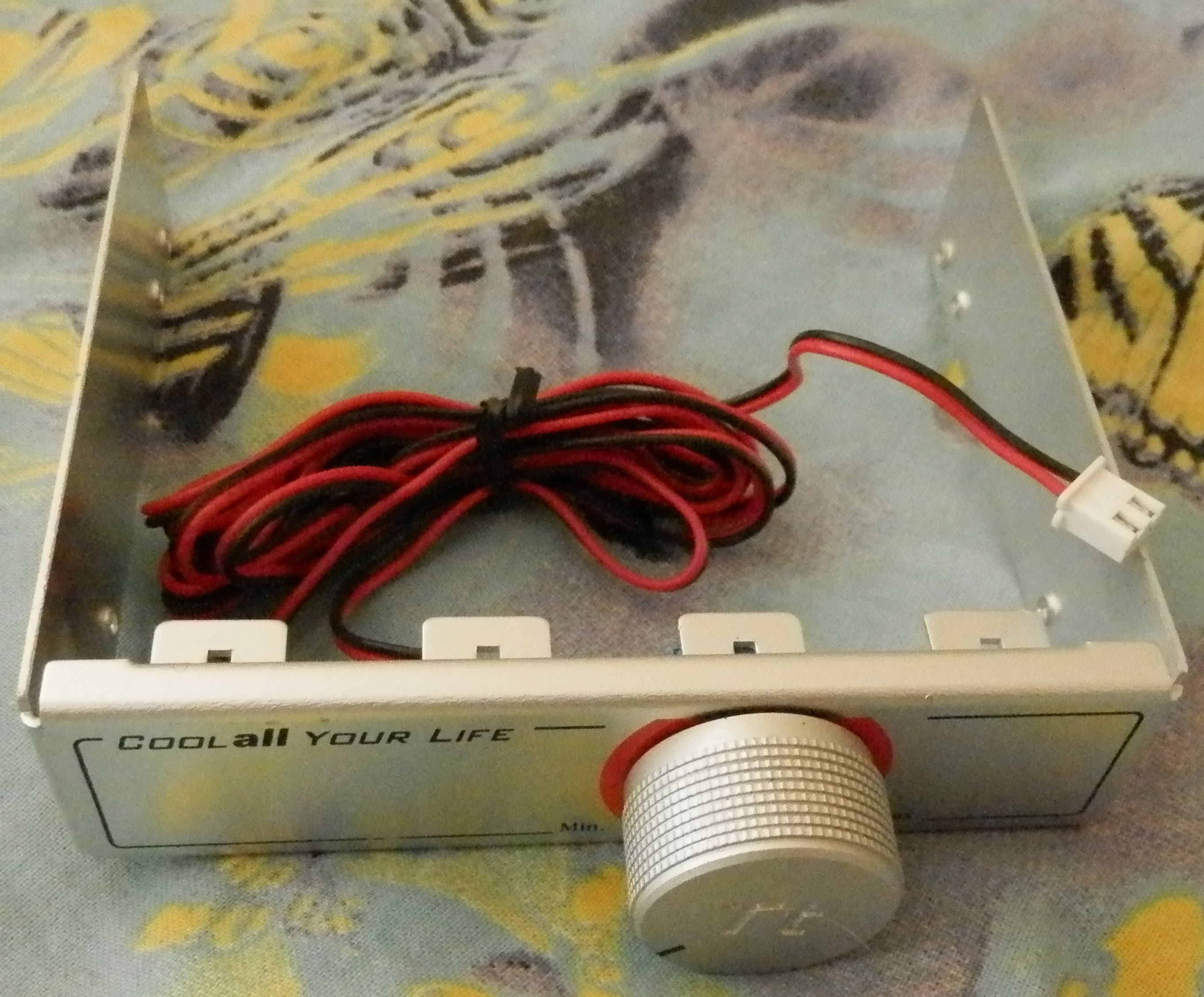

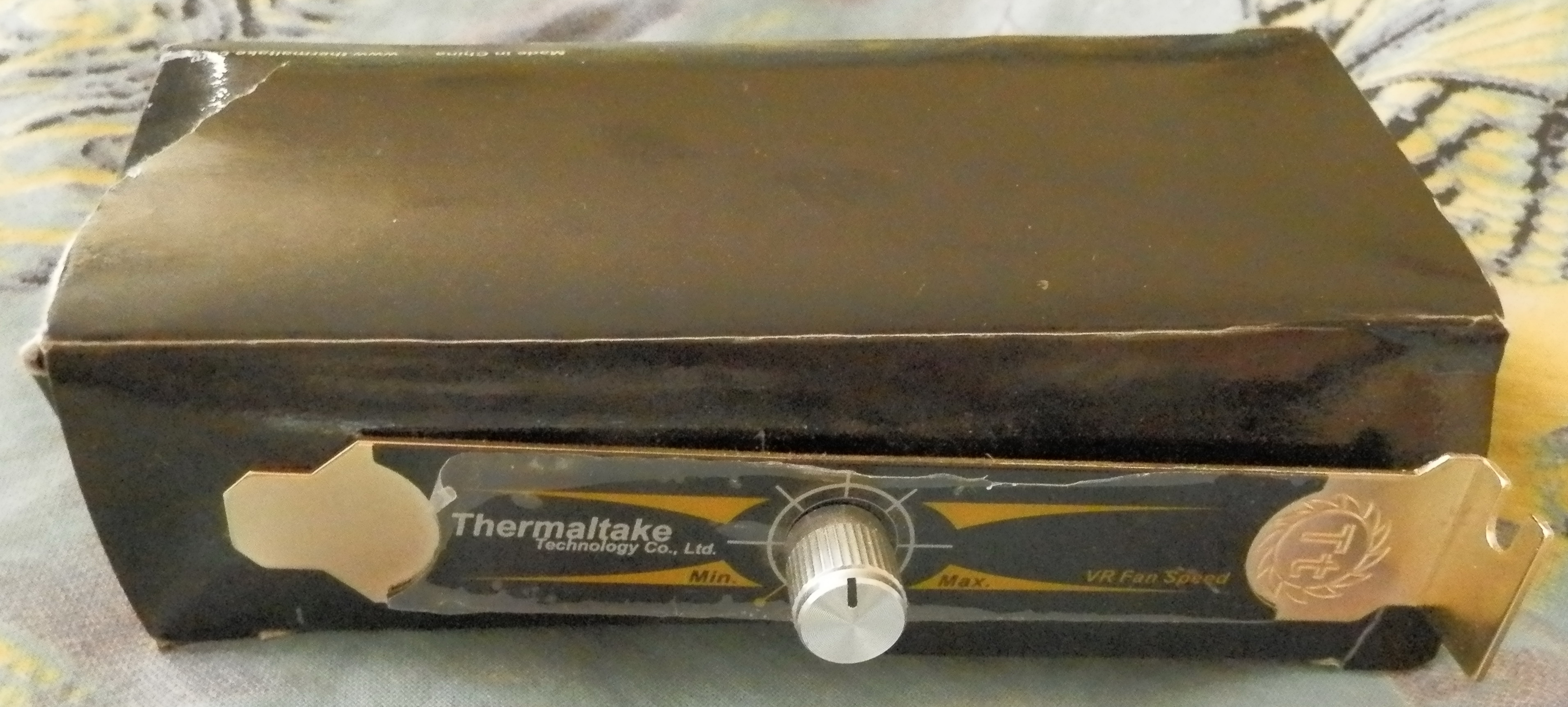

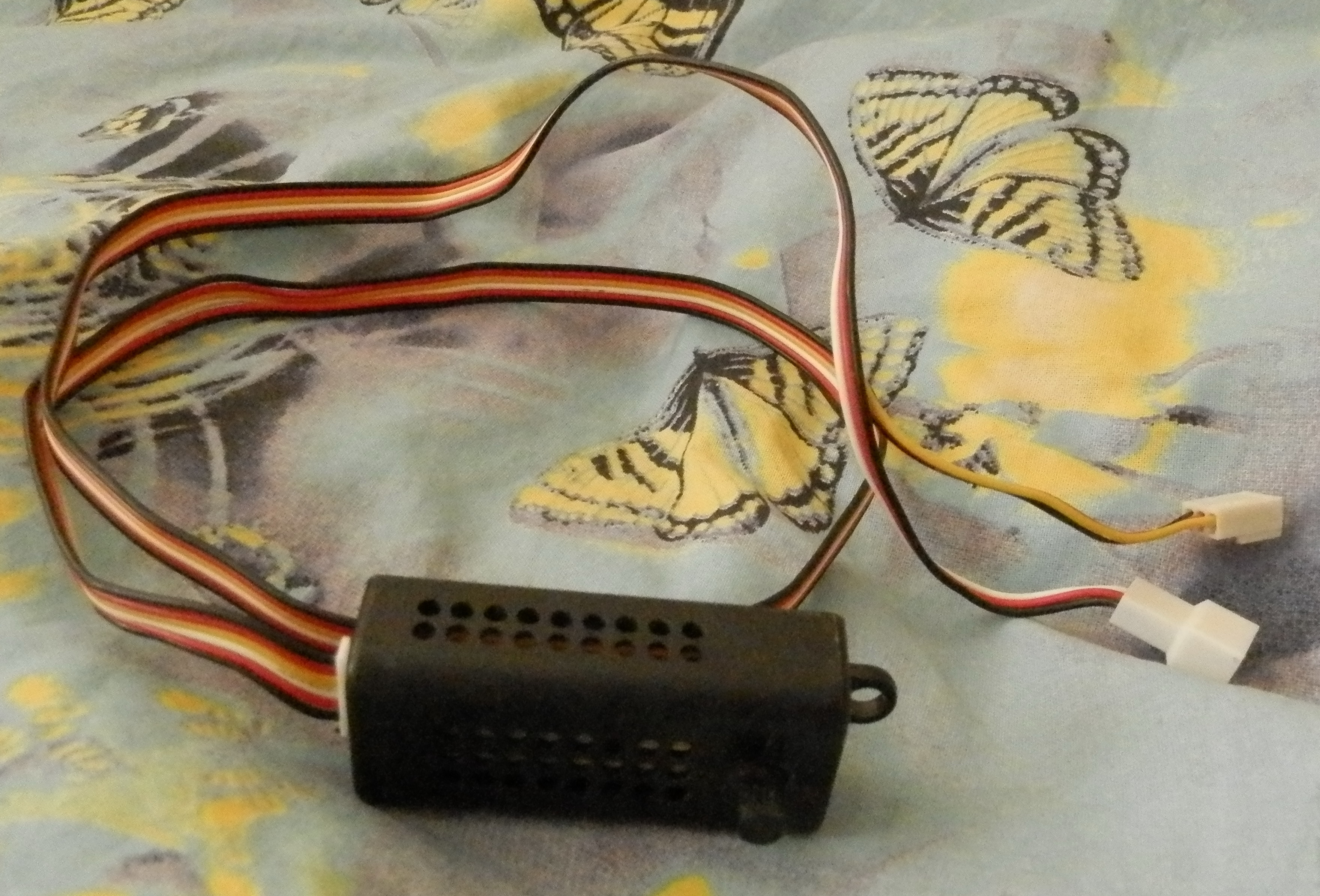

Реобас (или контроллер вентиляторов) — устройство для управления скоростью вращения вентиляторов. Как правило, реобасы устанавливаются в порт 5.25", но возможна установка и в порт 3.5". Существует большое количество панелей такого рода — с дополнительными выводами USB, аудиовходами и аксессуарами.

## Виды реобасов
Стандартный реобас — устройство, которое позволяет регулировать только скорость вращения. Вентиляторы подключены напрямую к контроллеру, а скорость вращения регулируется с помощью потенциометров.
Комбинированный реобас — устройство, которое является комбинацией контроллера вентиляторов с другим устройством или функцией. Например, устройства данного типа предлагают не только контроллер вентиляторов, но и инвертор/выключатель подсветки или комбинацию с передними портами (USB, IEEE 1394 и т. д.).
Многофункциональный реобас с температурным мониторингом — этот тип контроллера обеспечивает такие же функции, что и комбинированный вариант, плюс температурный мониторинг в реальном времени. Обычно температура выводится на ЖК-экран и снимается через внутренние датчики, подключённые к контролеру. Чаще всего многофункциональные контроллеры обеспечивают и другие функции типа дополнительных портов USB или 1394, а также могут содержать мониторинг напряжения и звукового давления.

## Известные производители
- Lian Li Industrial
- AeroCool Advanced Technologies
- Cooler Master
- Innovatek
- Scythe
- Zalman
- Akasa Corp
- Listan
- Revoltec.